# ブショーヤーラーシュ

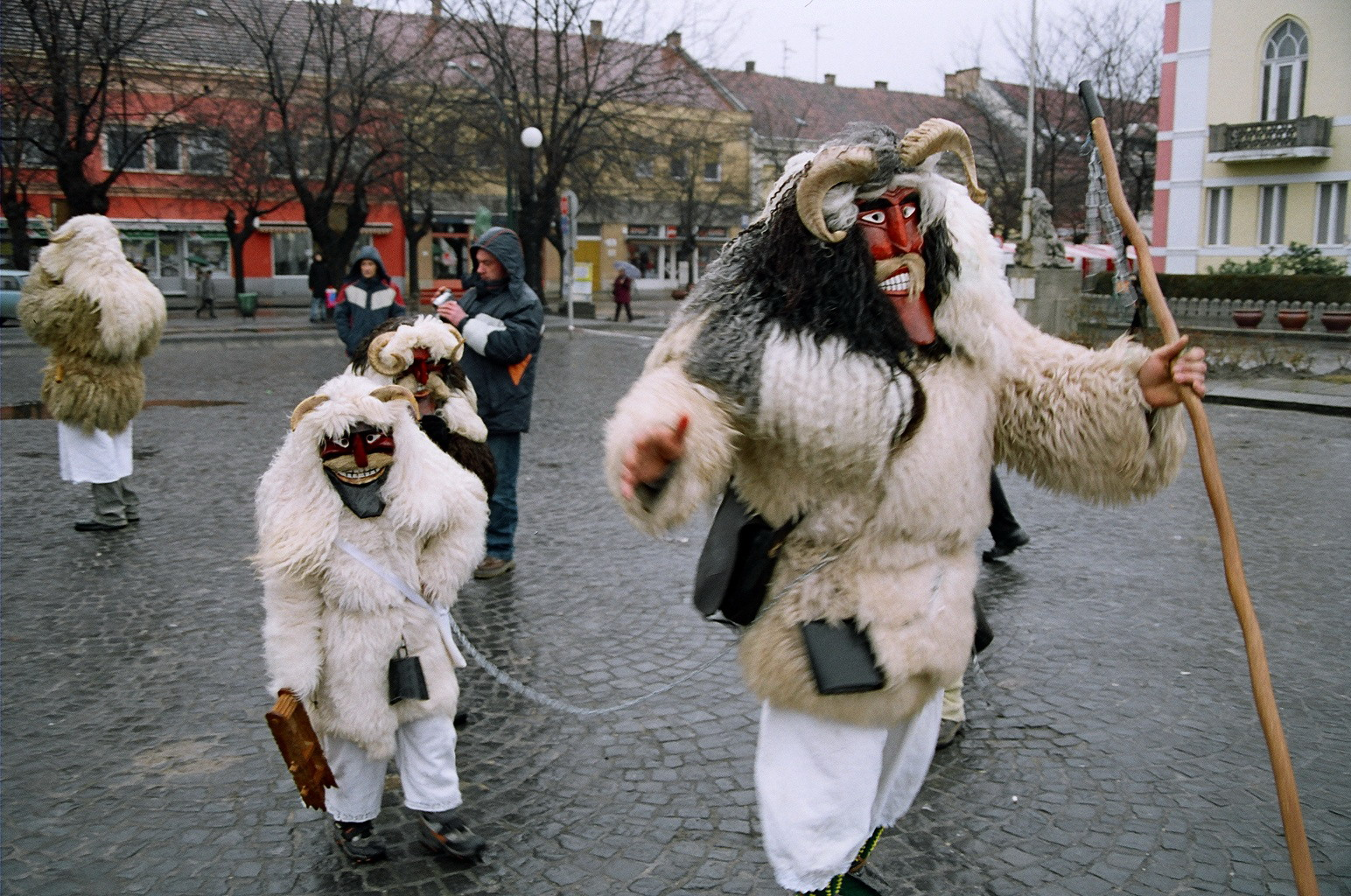
覆面をして「ブショー」となった人々。2006年2月、ハンガリーのモハーチにて

ブショーヤーラーシュ（ハンガリー語: Busójárás、クロアチア語: Pohod bušara）は、「ブショー（Busó）の行進」を意味し、ハンガリー南部の街モハーチでショカツ人（Šokci クロアチア人の一派とされる民族集団）によって行われる毎年恒例の祭事である。灰の水曜日の前日まで続く謝肉祭の時期の終わりに行われる。伝統の覆面を見にまとってブショー（Busó）となった人々が街を練り歩き、民謡やダンスなどが行われる。
ブショーヤーラーシュは通例では2月に行われ、木曜日から始まって6日間続く。その後の金曜日にはキシュファルシャング（Kisfarsang、小さいファルシャング）、復活祭の7週間前の日曜日には謝肉祭の最大の祭事・ファルシャング・ヴァシャールナプ（Farsang vasárnap、ファルシャングの日曜日）へと続く。次の火曜日に行われるファルシャングテメテーシュ（Farsangtemetés、ファルシャングの埋葬）にて謝肉祭を終える（マルディグラに相当）。

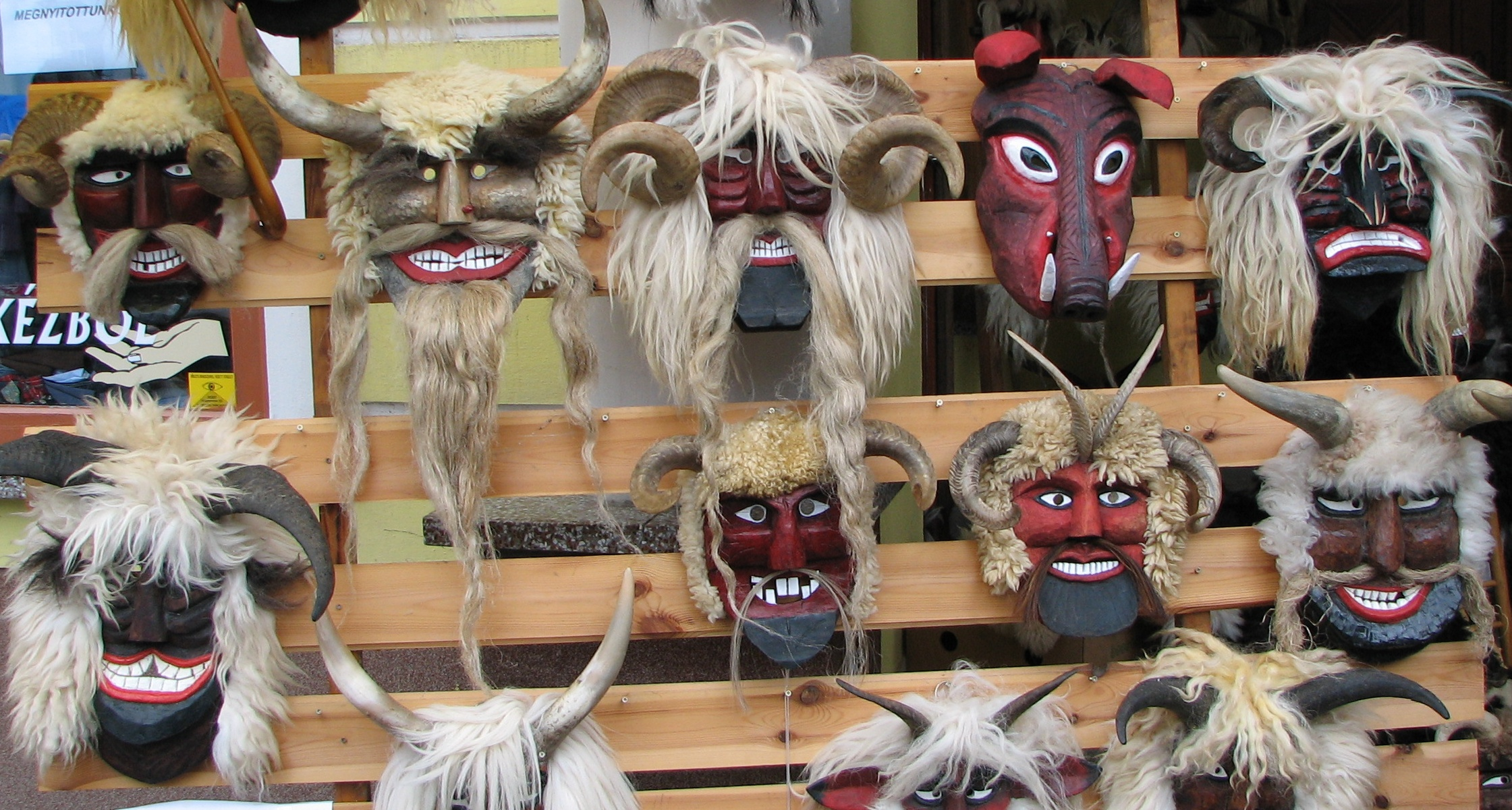
ブショーヤーラーシュの覆面。2006年2月、モハーチにて

ブショーの起源に関して、地元では2つの伝承がある。
最も有力な伝承では、オスマン帝国によるハンガリー支配の下で、モハーチの住民は街を脱出し、付近の湿地や森の中でオスマン帝国の軍をやり過ごした。ある夜、住民らが火を囲って話をしているときに、ショカツ人の老人がどこからともなく現れ、「恐れるな、お前たちの生活はじきに良くなり、家に帰れる日が来るであろう。その時まで戦いに備え、武器をこしらえ、恐ろしい仮面をかぶって待つのだ。嵐の夜に、覆面の騎士が迎えに来る。」と話し、またどこへともなく姿を消した。住民らは老人の教えに従ったところ、数日後の嵐の夜に騎士が現れ、恐ろしい仮面をかぶってできるだけ大きな音を立てながらモハーチに戻るよう指示した。住民らはこの騎士の指示に従い、オスマン帝国の兵士らはその大きな音と恐ろしい仮面の姿に恐れおののき、激しい嵐も相まって、悪魔が襲ってきたと思って日の出までに街から逃げ出したとされる。
もうひとつの伝承では、ブショーはオスマン帝国のトルコ人を脅かすためではなく、冬そのものを脅かし追い出すためのものと伝えられる。
いずれにせよ、ブショーの行進は長きにわたって、毎年2月初頭にモハーチで行われてきた祭事であり、地元のショカツ人の他にも、クロアチアやセルビア、スロベニア、更にはポーランドなどからの来訪者も祭りに加わっている。また、2009年にはユネスコの無形文化遺産に登録された。

## ギャラリー

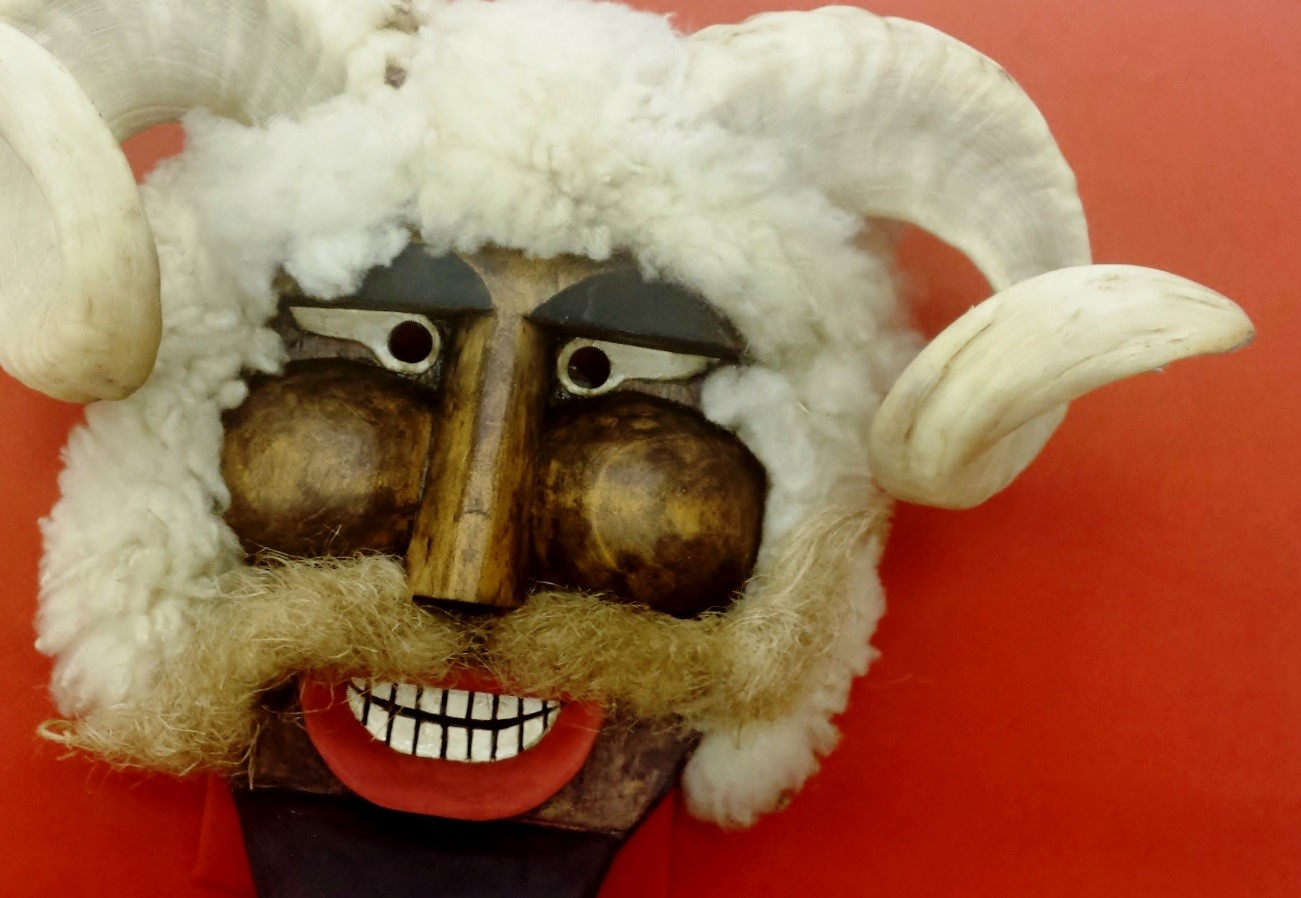
Busó mask from the collection of the Museu da Imigração de São Paulo
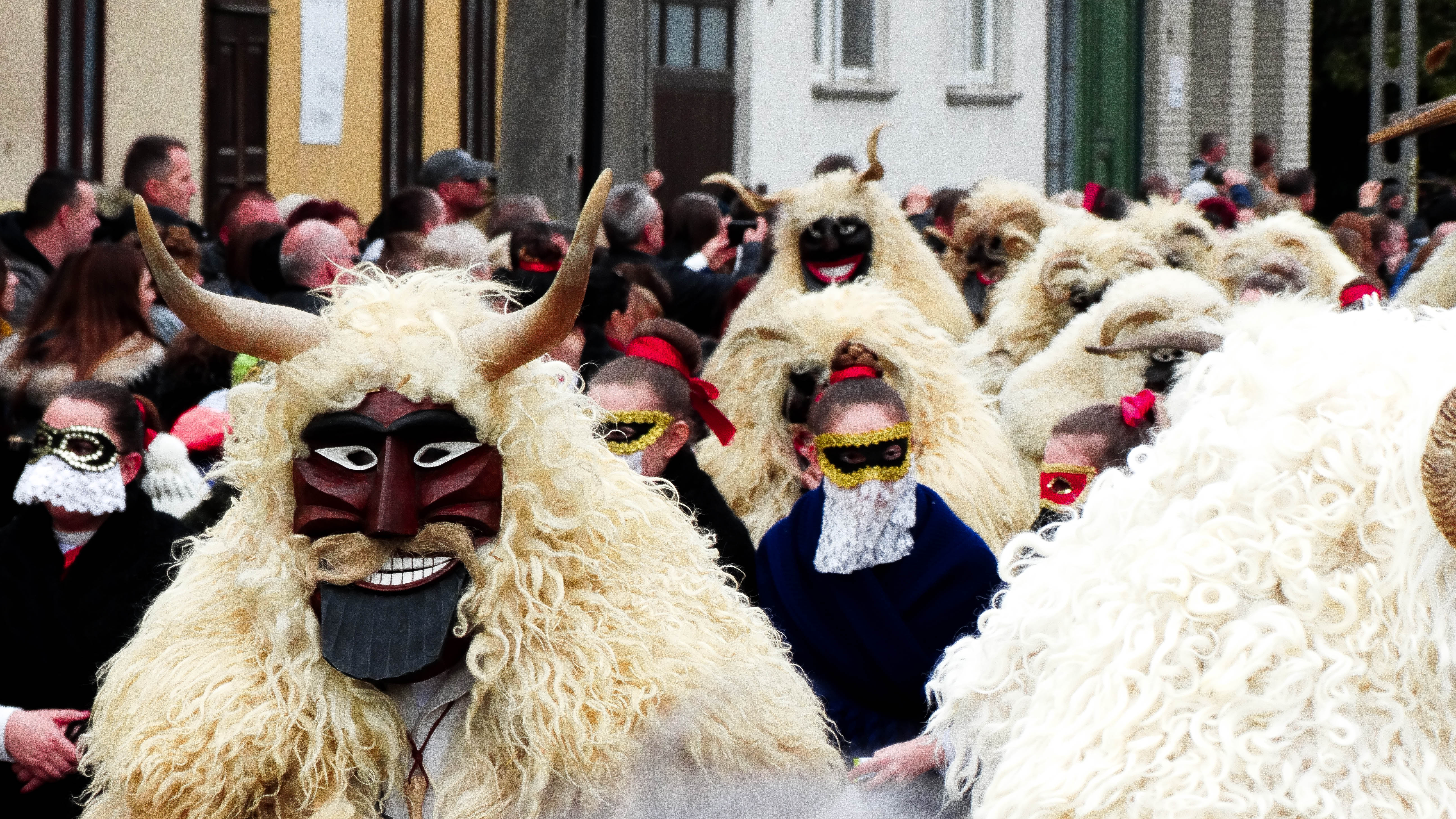
Busó-walking - Busójárás
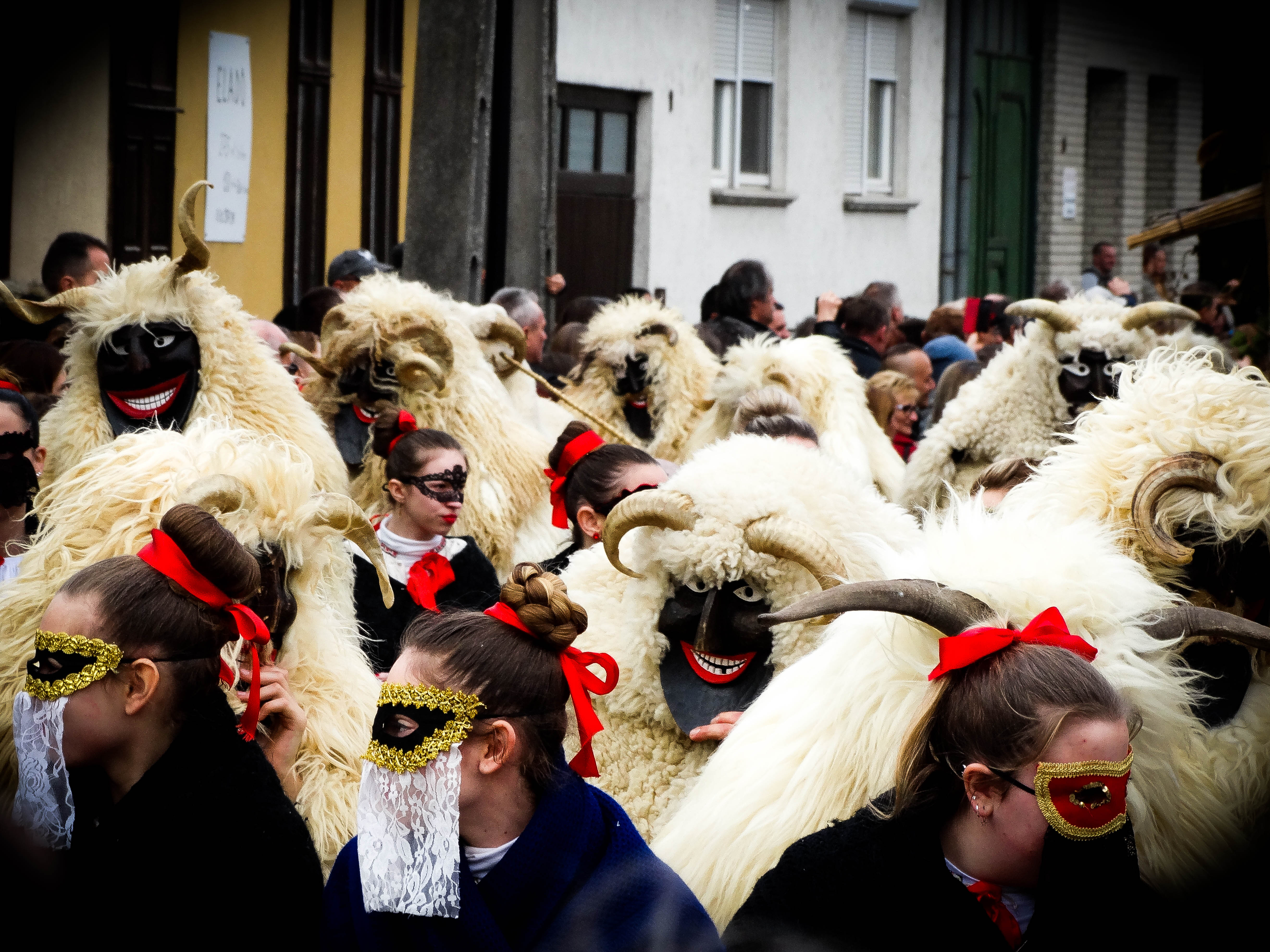
Busó-walking of the Hungarian Carnival - Farsangi busójárás.
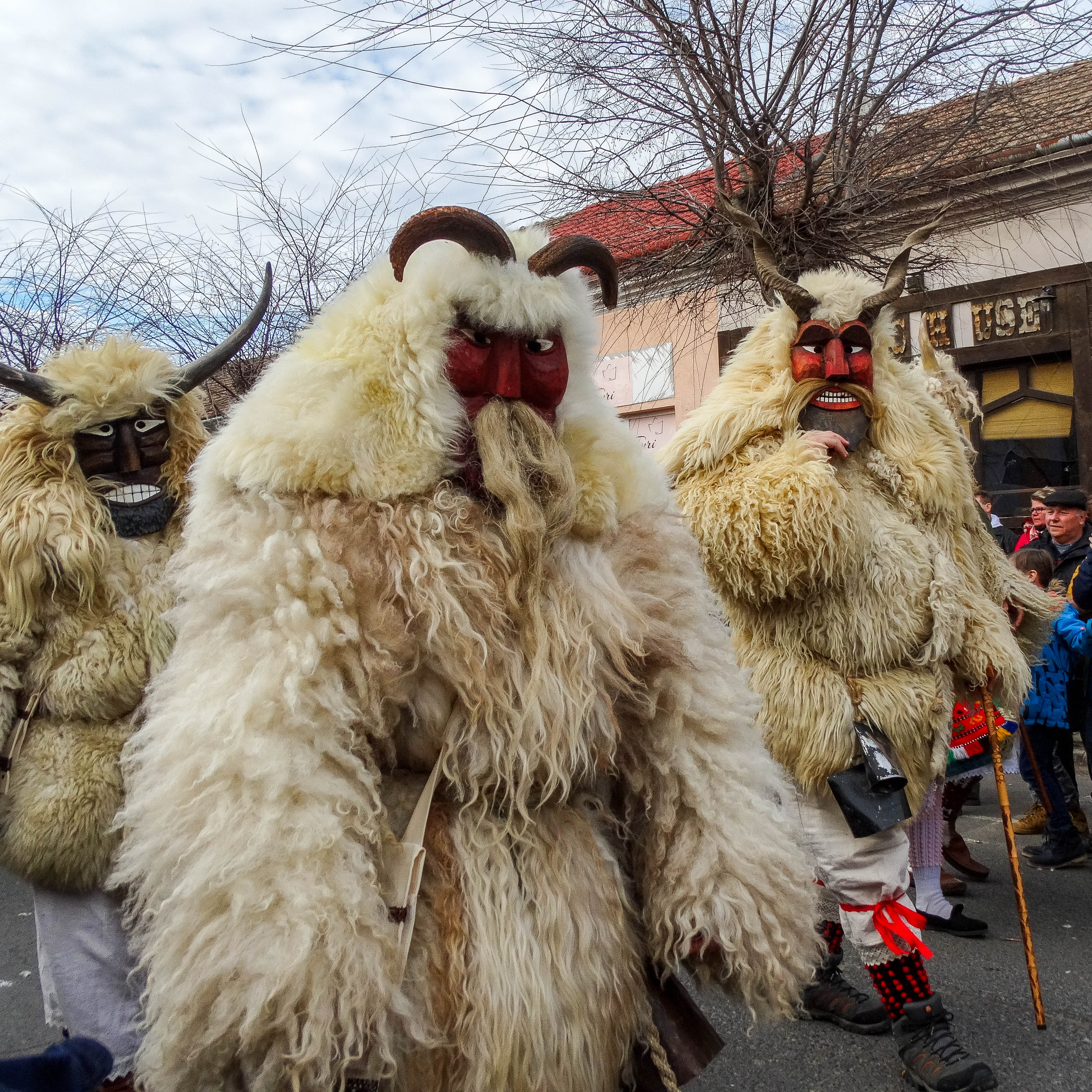
Busós
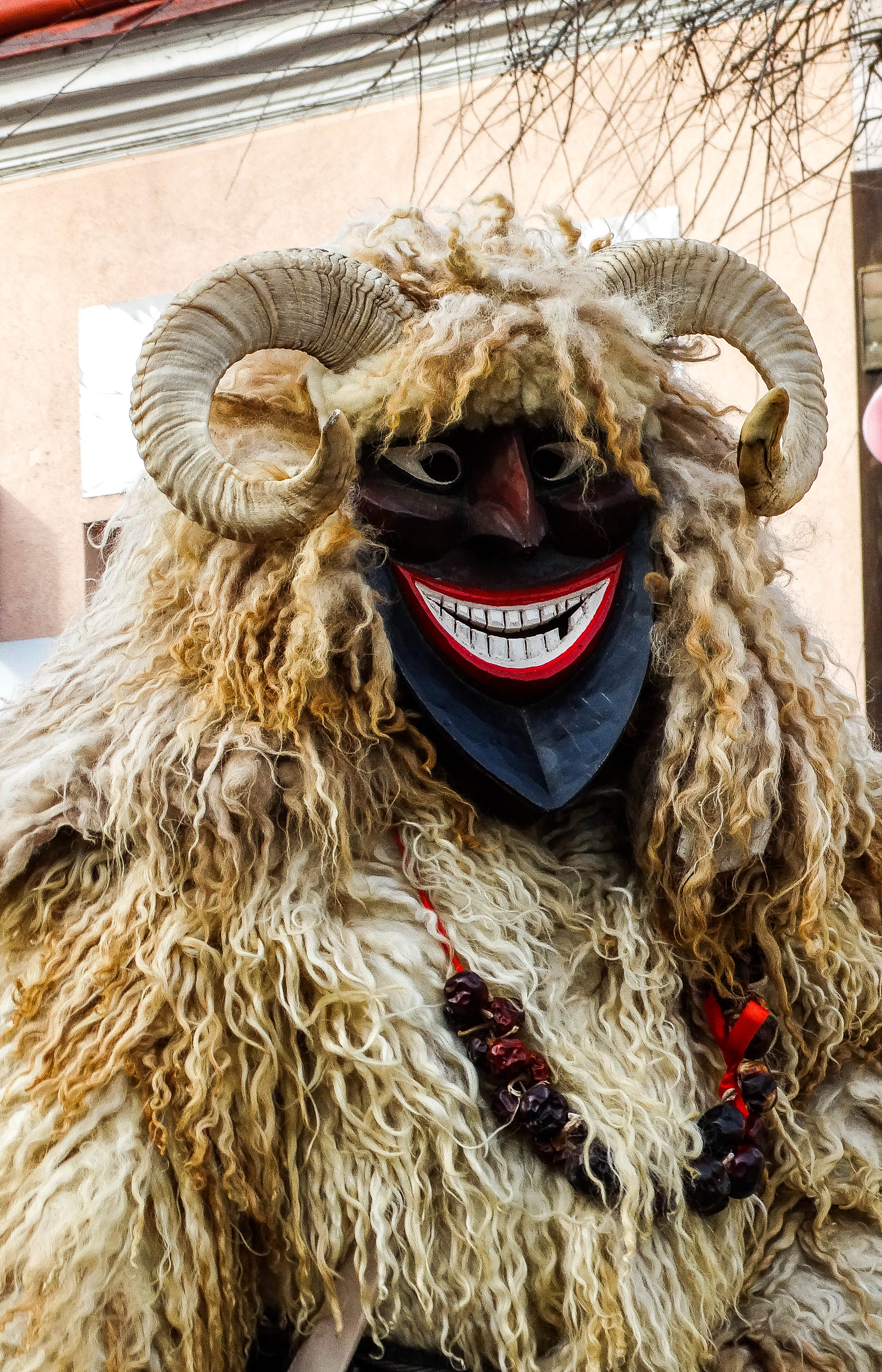
Busó